# 25 godina
25 godina je peti uživo snimljen album sastava Parni valjak. Na njemu se nalazi video zapis s koncerta održanog povodom 25. rođendana grupe 2. prosinca 2000. godine u zagrebačkom Domu Sportova.
Osim tadašnje postave grupe, bivši članovi. Od bivših članova nisu nastupili Rastko Milošev (nije htio nastupiti jer dugo nije svirao), Srećko Kukurić (koji nije mogao doći iz Njemačke), Branimir Štulić, te Zlatko Miksić – Fuma (koji se utopio 1986. godine u Savi).
Uz bivše članove, nastupili su i brojni gosti, a održana je i oproštajka od tadašnje basista Zorislava Preksaveca - Preksija, te je predstavljen novi - Zvonimir Bučević.
Na albumu se nalaze pjesme iz svih fara rada grupe, s naglaskom na, tada aktualnom, albumu Zastave.
Na albumu se nalaze i brojni dodaci, od diskografije, dodatnih pjesama, utisci prije koncerta, a dostupni su i podnatpisi s tekstom pjesama.

## Sastav
Parni Valjak:
- Husein Hasanefendić - gitare, glas
- Aki Rahimovski - glas
- Marijan Brkić - gitare, glas
- Dražen Scholz - bubnjevi, glas
- Berislav Blažević - klavijature
- Zorislav Preksavec - bas, glas
- Zvonimir Bučević - bas

Gosti:
- Tina Rupčić - glas
- Ivana Budinski - glas
- Igor Geržina - saksofon
- Hrvoje Rupčić - udaraljke
- Neven Frangeš - hammond
- Zoran Cvetković Zok - gitara
- Bruno Kovačić - gitara, saksofon
- Jurica Pađen - gitara
- Paolo Sfeci - bubnjevi
- Srećko Antonioli - bubnjevi
- Piko Stančić - bubnjevi

## Popis pjesama
1. Mijenjam se (2000., s albuma Zastave)
2. Zastave (2000., s albuma Zastave)
3. Dosta (2000., s albuma Zastave)
4. Zagreb Ima Isti Pozivni (1987. s albuma Anđeli se dosađuju?)
5. Molitva (1993., s albuma Buđenje)
6. ...A gdje je ljubav (1997., s albuma Samo snovi teku uzvodno)
7. Dođi (1993., s albuma Buđenje)
8. Jesen u meni (1987., s albuma Anđeli se dosađuju?)
9. Moja je pjesma lagana (1988., s albuma Sjaj u očima)
10. Sjaj u očima (1988., s albuma Sjaj u očima)
11. Suzama de vatre ne gase (1990., s albuma Lovci snova)
12. Ugasi me (1985., s albuma Pokreni se!)
13. Stranica dnevnika (1979., s albuma Gradske priče)
14. Dok je tebe (1997., s albuma Samo snovi teku uzvodno)
15. Ljubavna (1993., s albuma Buđenje)
16. U ljubav vjerujem (2000., s albuma Zastave)
17. Lutka za bal (1977., s albuma Glavom kroz zid)
18. U prolazu (1990., s albuma Lovci snova)
19. Sve još miriše na nju (1993., s albuma Buđenje)

Bonus
- Kada me dotakne (1987., s albuma Anđeli se dosađuju?)
- Lutrija (2000., s albuma Zastave)
- Neda (1980., s albuma Vruće igre)
- Staška (1981., s albuma Vrijeme je na našoj strani)